# Turingův test

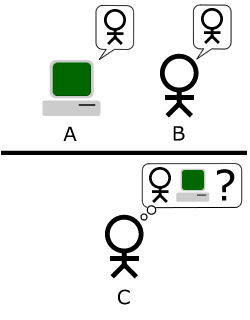
Standardní podoba Turingova testu – osoba C má za úkol rozlišit, kdo z A a B je člověk a kdo je stroj napodobující člověka

Turingův test (pojmenovaný podle svého tvůrce Alana Turinga, který jej prezentoval roku 1950) je pokus, který má za cíl prověřit, jestli se nějaký systém umělé inteligence opravdu chová inteligentně. Umělou inteligenci, která testem projde, nazýváme silná umělá inteligence, ale taková zatím nebyla vyvinuta (k dispozici je pouze slabá umělá inteligence). Jelikož však pojem inteligence lze jen těžko definovat (a tím hůře testovat), používá Turingův test porovnání s člověkem. Výsledek Turingova testu by mohl ovlivnit náš pohled na vědomí strojů, lidské vnímání i podstatu inteligence, stále je proto významným tématem ve filosofii umělé inteligence.

## Průběh testu
Turingův test probíhá tak, že do oddělených místností umístíme jednak testujícího, jednak předmět zkoumání (např. počítač s příslušným programem) a nějakého dalšího člověka. Testující poté klade otázky v přirozené řeči a předává je do druhé místnosti, kde je zodpoví buď počítač, nebo druhý člověk (což se rozhodne náhodně). Odpovědi jsou předávány zpět testujícímu (samozřejmě v nějaké neutrální podobě, např. vytištěné na papíře). Pokud testující nedokáže rozpoznat, jestli komunikuje se strojem, nebo s člověkem, pak tato umělá inteligence splňuje Turingův test.

## Historie a překonávání testu
Turingův test byl dlouho považován za základní měřítko schopností uměle inteligentní entity, avšak zdaleka nepokrývá všechny aspekty, které jsou od inteligentních entit očekávány. Jeden z nedostatků tohoto testu ilustruje argument čínského pokoje.
Jedním ze zásadních zlomů nastal v roce 1966, kdy byl představen program ELIZA Josepha Weizenbauma, který test částečně splnil, byť se nejednalo o inteligentní entitu, ale o relativně jednoduchý program, který upravoval věty zadané uživatelem a výsledek používal jako svoje reakce; podobných programů dnes existuje mnoho, označujeme je termínem chatbot. Tím se i prakticky ukázalo, že zdánlivě inteligentní komunikace je schopen i zcela neinteligentní program.
Navzdory tomu Loebnerova cena 100 000 dolarů pro první počítač, jehož odpovědi budou od člověka zcela nerozlišitelné, dosud nebyla udělena.

### Soutěž pořádaná v roce 2014
Dne 7. června 2014 se konala na univerzitě v Readingu soutěž, kterou k 60. výročí Turingovy smrti uspořádal Kevin Warwick. V soutěži zvítězil chatbot nazvaný „Eugene Goostman“, vytvořený ruským programátorem Vladimírem Veselovem, kterému se podařilo přesvědčit třetinu lidských rozhodčích, že komunikují s člověkem. Organizátoři soutěže považují takovou úspěšnost za splnění Turingova testu, což se setkalo se značnou mediální pozorností.
Soutěž se však také setkala s kritikou ze strany odborné veřejnosti, podle které Turingův test splněn nebyl. Jednak se programem nechala zmást jen třetina rozhodčích (pravidla soutěže stanovila velmi nízký limit 30 % na základě jistého Turingova výroku vytrženého z kontextu), jednak program předstíral, že je Ukrajinec, kterému je angličtina jen druhým jazykem a je mu jen třináct let. Mnoho z jeho odpovědí pak spočívalo ve vyhýbání se otázkám. Joshua Tenenbaum, expert na umělou inteligenci z MIT, schopnosti bota označil jako „nijak ohromující“.

## Slabiny
Turingův test je antropocentrický. Umělá inteligence je porovnávána s člověkem. Pokud by byla testována inteligence odlišná od lidské (např. mimozemská), nebyla by podle Turingova testu uznána za silnou umělou inteligenci, přestože by se chovala inteligentně (ale podle jiných měřítek).
Existují i další slabiny, resp. kritiky Turingova testu.